# بهشت (فیلم ۲۰۱۶)
بهشت (روسی: Рай) فیلمی در ژانر درام به کارگردانی آندری کونچالوفسکی است که در سال ۲۰۱۶ منتشر شد. از بازیگران آن می‌توان به ویکتور سوخوروکوف اشاره کرد.